# Катажина Потоцька
Катажина Потоцька, уроджена Катажина Браницька (пол. Katarzyna Potocka z Branickich), (10 грудня 1825, Любомль — 27 вересня 1907) — польська графиня гербу Корчак з роду Браницьких, донька графа Владислава Гжегожа Браницького та графині Ружі Потоцької, дружина графа Адама Юзефа Потоцького. Відома колекціонерка предметів мистецтва. Меценатка Ягеллонського університету.

## Біографія
Катажина народилася 10 грудня 1825 року в Любомлі. Вона була сьомою дитиною та третьою донькою в родині генерала від інфантерії Владислава Гжегожа Браницького та його дружини Ружі Потоцької (пол. Róża Potocka, з підгаєцької гілки роду). Дівчинка мала старших братів Ксаверія, Александера, Константія та Міхала й сестер Ельжбету та Зофію. Для матері це був другий шлюб, від першого вона мала сина та доньку.

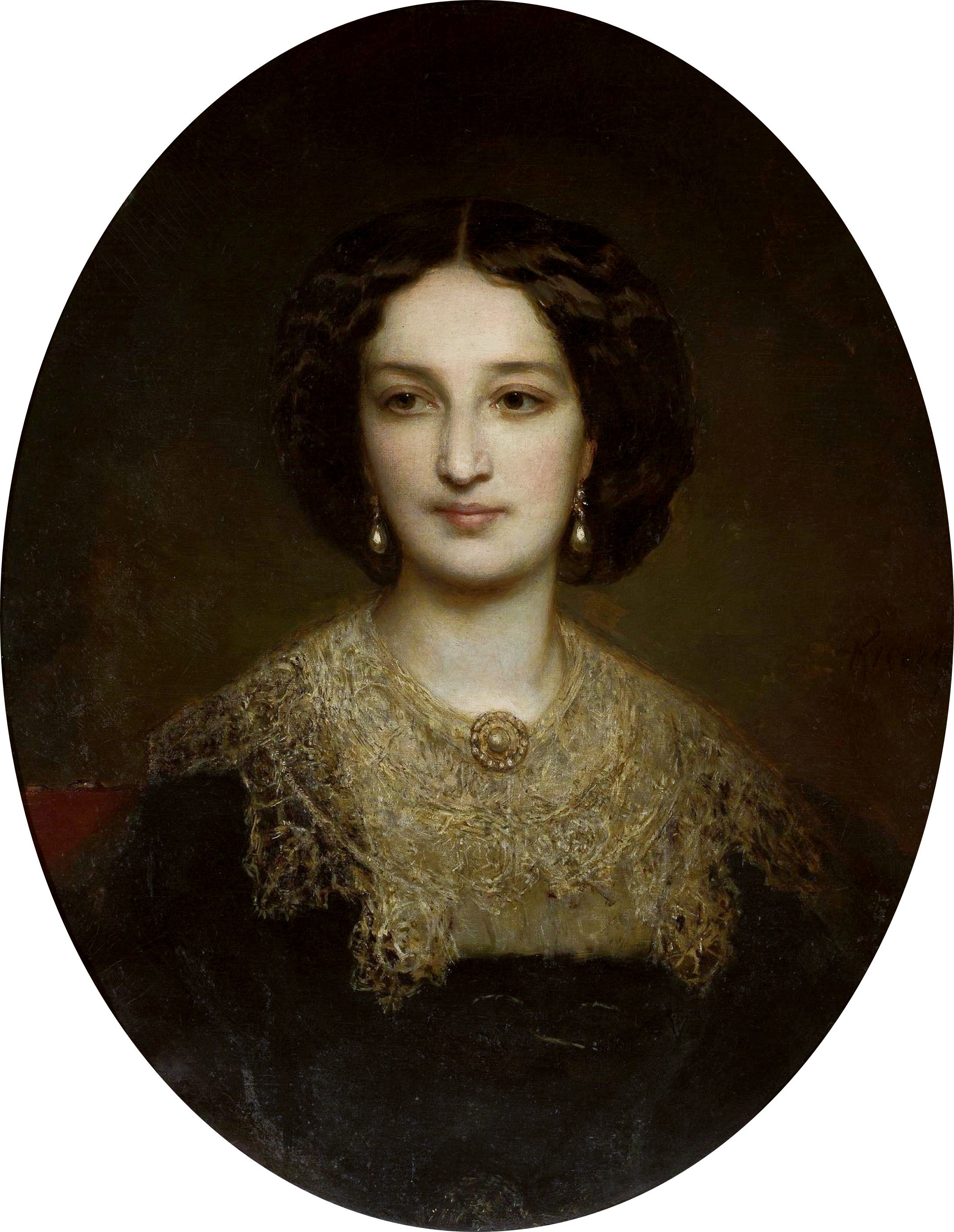
Портрет Катажини пензля Луї Рікара, близько 1855, Національний музей Варшави

Батько від 1826 року був призначений егермейстером Російського імператорського дому. У 1838 став дійсним таємним радником та призначений обер-шенком, а наступного року отримав графський титул. Влітку 1843 він передчасно помер у Варшаві.
Катажина вважалася однією з найпривабливіших наречених того часу через своє походження, красу та багатство. У 21 рік вона взяла шлюб із 25-річним графом Адамом Юзефом Потоцьким: весілля відбулося 27 жовтня 1847 у Дрездені. У подружжя народилося семеро дітей
Її чоловік помер у червні 1872. Графиня займалася меценатством, субсидуючи наукові роботи професорів Ягеллонського університету.
Померла 27 вересня 1907 у віці 81 року, переживши також трьох своїх дітей. Похована у склепі родини Потоцьких в костелі у м. Кшешовіце.

## Родина
Чоловік — Адам Юзеф Потоцький
Дітиː
- Ружа (1849—1937) — дружина князя Мацея Миколая Радзивілла, мала чотирьох синів;
- Артур (1850—1890) — граф Потоцький, був одруженим із Анною Розою Любомирською, мав трьох доньок;
- Зофія (1837—1899) — дружина графа Стефана Замойського, мала шестеро дітей;
- Марія (1855—1934) — дружина графа Адама Сераковського, мала трьох дітей;
- Ванда (1859—1878) — одружена не була, дітей не мала;
- Анджей Казімєж (1861—1908) — граф Потоцький, намісник Королівства Галичини та Лодомерії, був одруженим із Кристиною Тишкевич, мав дев'ятеро дітей;
- Анна (1863—1953) — дружина графа Ксаверія Браницького, мала п'ятеро дітей.

## У мистецтві
- Франц Ксавер Вінтерхальтер у 1854 році написав два портрети Катажини Потоцької, які наразі зберігаються у Національному музеї Варшави.[2][3]
- Фридерик Шопен присвятив Катажині вальс A-flat major,[4] виданий у 1847 році.[5]